# Orm (computerprogram)
 For alternative betydninger, se Orm (flertydig). (Se også artikler, som begynder med Orm)
En orm er er i computerverdenen omtrent det samme som en computervirus, blot med den væsentlige forskel, at en orm kan sprede sig selv fra maskine til maskine uden at blive aktiveret manuelt. Det foregår ofte ved at udnytte sikkerhedsbrister i operativsystemet eller browseren. En orm vil ofte medbringe en skadelig "last", på engelsk: payload(en), i form af et eller flere programmer, f.eks. en trojansk hest eller en computervirus. Flere orme, f.eks. Nimda-ormen, har i deres payload en mailserver, der benyttes til at videresende ormen til eksempelvis de kontaktpersoner, som offeret har registreret i sit e-mail-programs adressebog.
En af de mest berømte var ILOVEYOU fra Filippinerne, der huserede i 2000, hvor den ramte over 45 millioner computerbrugere.